# ビーチクラフト モデル 34
ビーチクラフト モデル 34
ツイン・クワッド
ビーチクラフト モデル 34
- 用途：旅客機
- 製造者：ビーチ
- 初飛行：1947年10月1日
- 生産数：1機
- 退役：1949年
- ユニットコスト：$600万（開発費）

ビーチクラフト モデル 34 ツイン・クワッド（Beechcraft Model 34 "Twin-Quad"）は、第二次世界大戦と朝鮮戦争の間の期間にビーチ社で設計/製作された民間旅客機の試作機である。当時アメリカ合衆国内の多くの航空機製造業者が民間機のブームに参入し多くの機種が製作されたが、最終的に失敗に終わったものも僅かながらあった。モデル 34はこの失敗作の中の1機であり、その原因はその特異な設計と当時は数多くの元軍用輸送機が新造機と対照的な価格で入手できるという状況にあった。

## 設計と開発
この機種は首車輪式降着装置を持つ4発の高翼単葉機であり、元々は14人乗り（横3列座席と側面に6名分の追加座席）として設計されたが、最終的には20名乗りに改装された。キャビン内に貨物を搭載する場合には側面の「ベンチシート」は折り畳むことができた。各座席用の荷物収容スペースは、座席頭上の胴体側に据え付けられていた。大きな貨物を搭載するための貨物ドアが操縦席の近くに設けられていた。
設計上の特異な点はV字型尾翼と通称「ツイン・クワッド」の元となったエンジン配置であった。4基のエンジンは主翼内に置かれ、片側2基のエンジンがクラッチと共有のギアボックスで結ばれて1つのプロペラを駆動した。エンジンは8気筒空冷水平対向エンジンのライカミング GSO-580s（GSOはGeared Supercharged and Opposedを示し、共用ギアボックスに加え各エンジンに減速ギアが組み込まれていた）。このエンジンは400 馬力/3,300 rpmを発生した。ツイン・クワッドの尾翼は通常の航空機で見られる垂直尾翼と1対の水平尾翼とは異なり、当時のビーチ社の新型機モデル 35 ボナンザに取り付けられていた尾翼と似たV字型尾翼であった。V字型尾翼は双発のビーチ AT-10に取り付けられて飛行テストが実施された。
より一般的ではあるがもう一つの設計上の特徴は、主車輪が出ない場合の着陸での損傷を最小限にとどめるために胴体下面に丈夫な埋め込み式の胴体キールとソリを備えていることであった。先端から先端までの翼幅は70 ft (21 m)、胴体長は53 ft (16 m)、地上からV字型尾翼先端までの高さはほぼ18 ft (5.5 m)、設計上の最大離陸重量(MTOW)は20,000 lbsというもので、モデル 34は現在に至るまでビーチクラフト機で最大級、最重量級の民間機であり、より小型の軍用機であるXA-38 グリズリーが重量で上回るだけであった。

## 運用の歴史
モデル 34は1947年10月1日にビーチ社の主任テストパイロットの操縦で初飛行を行った。初飛行は何事も無く終了し、テストパイロットの報告書には「我々はここに新たな卓越したビーチクラフト機を手に入れた。」（"We have another outstanding Beechcraft!"）と記された。
モデル 34の試作機は胴体着陸時の強化された胴体下面の有効性を実証することになるまで200時間以上の飛行テストを記録した。1949年1月17日の離陸直後にビーチ工場の北西数マイルの地点に酷い不時着を強いられ、試作機は修復不能なほどの損傷を受けた。電気系統の火災に対処して不注意にも緊急マスタースイッチを切ったことで全発動機が停止して墜落に繋がった。この墜落により副操縦士が死亡し、操縦士と2名のフライト・オブザーヴァーが負傷した。
事故後にビーチ社はモデル 34の量産計画を再評価した。当時、静止テスト用と飛行テストを続けるための2機の新しい試作機が製作中であった。主な懸念の一つは民間航空委員会が先駆的なそれ用に設計された「民間航空供給機」の認可を遅らせていることであった。モデル 34は、最終的に主要な航空会社や地域航空会社が運用する多数のより単純で安価な余剰軍用輸送機である大型のダグラス DC-3/C-47 スカイトレインや似たような大きさのロッキード C-60 ロードスターとビーチ社自身の小型機であるビーチクラフト モデル 18に対抗することはできなかった。
その将来性にもかかわらず「ツイン・クワッド」は発注を募ることができず、ビーチ社は計画を中止して1949年1月に生産ラインを閉じた。

## 要目
(Model 34) 
- 乗員：
- 搭載量：旅客20名
- 全長：16.15 m (53 ft 0 in)
- 全幅：21.34 m (70 ft 0 in)
- 全高：5.18 m (17 ft 0 in)
- 全備重量：8,845 kg (19,500 lb)
- エンジン：4 × ライカミング GSO-580 レシプロエンジン、375 hp (280 kW)
- 最大速度：370 km/h (230 mph)
- 巡航速度：444 km/h (276 mph, 240 knots)
- 巡航高度：7,010 m (23,000 ft)
- 航続距離：2,335 km (1,450 miles)